# Piperia leptopetala
Piperia leptopetala là một loài lan trong họ Orchidaceae. Nó có nguồn gốc ở bờ biển phía tây của Hoa Kỳ từ Washington đến California.